# مریم شاه محمدنیا
مریم شاه محمدنیا عضو تیم ملی بزرگسالان کانوپولو در مسابقات مسابقات جهانی کانوپولوی بانوان سیراکوزای ایتالیا (۲۰۱۶) است. تیم ایران در این مسابقات به رده چهاردهم دست یافت.